# Kościół św. Trójcy w Chmielniku
Kościół świętej Trójcy – rzymskokatolicki kościół filialny należący do parafii Niepokalanego Poczęcia Najświętszej Maryi Panny w Chmielniku.
Świątynia znajduje się na terenie dawnego Starego Chmielnika. Budowla ta została konsekrowana przez biskupa krakowskiego Bodzantę w 1354 roku. Wspomniany jest przez Jana Długosza jako świątynia drewniana, która istniała już w 1440 roku. Obecna świątynia została wzniesiona na początku XVI wieku. Jej historia była bardzo burzliwa. W 1552 roku została sprofanowana przez innowierców podjudzonych przez Jana Oleśnickiego, dziedzica Chmielnika, którzy przez wiele lat byli jej właścicielami. W połowie XVII wieku zostało wykonane nowe wyposażenie wnętrza, m.in. nowy ołtarz, ale mury nie zostały wyremontowane. Znajdowały się one w bardzo złym stanie technicznym, dlatego w 1782 roku postanowiono je rozebrać, zachowując tylko prezbiterium. W 1787 roku nabożeństwa zostały przeniesione do nowo wzniesionej świątyni pod wezwaniem Niepokalanego Poczęcia Najświętszej Maryi Panny. Pod koniec XIX wieku, ze względu na zły stan techniczny świątyni ks. Jan Zychowicz przeprowadził jej remont. Budowla została wzniesiona na planie prostopadłościanu i jest zamknięta półkoliście od strony wschodniej, nakrywa ją czterospadowy dach. Kościół posiada sklepienie kolebkowe z lunetami, chór drewniany, podparty półfilarami. Ołtarz w stylu barokowym został wykonany z drewna.